# Svetlana Jabirova
Svetlana Asjatovna Jabirova –en ruso, Светлана Асхатовна Хабирова– (Sterlitamak, URSS, 12 de marzo de 1978) es una deportista rusa que compitió en halterofilia.
Ganó dos medallas en el Campeonato Mundial de Halterofilia, oro en 2002 y plata en 2001, y cuatro medallas en el Campeonato Europeo de Halterofilia entre los años 1995 y 2002. Participó en los Juegos Olímpicos de Sídney 2000, ocupando el sexto lugar en la categoría de 75 kg.

## Palmarés internacional
| Campeonato Mundial | Campeonato Mundial  | Campeonato Mundial | Campeonato Mundial |
| Año                | Lugar               | Medalla            | Categoría          |
| ------------------ | ------------------- | ------------------ | ------------------ |
| 2001               | Antalya (Turquía)   | Medalla de plata   | 69 kg              |
| 2002               | Varsovia (Polonia)  | Medalla de oro     | 75 kg              |
| Campeonato Europeo |                     |                    |                    |
| Año                | Lugar               | Medalla            | Categoría          |
| 1995               | Beer Sheva (Israel) | Medalla de bronce  | 64 kg              |
| 1998               | Riesa (Alemania)    | Medalla de plata   | 69 kg              |
| 2000               | Sofía (Bulgaria)    | Medalla de oro     | 75 kg              |
| 2002               | Antalya (Turquía)   | Medalla de plata   | 69 kg              |